# Volksschule Coburg-Creidlitz
Die  Grundschule Coburg-Creidlitz  (früher Volksschule Coburg-Creidlitz) steht im Coburger Stadtteil Creidlitz. Das denkmalgeschützte Schulgebäude der Grundschule wurde von 1903 bis 1904 im Stil der manieristischen Neurenaissance erbaut.

## Geschichte
Da die Creidlitzer Bevölkerung im Jahr 1903 infolge der Industrialisierung enorm gestiegen war, wurde der Bau eines eigenen Schulhauses notwendig. Wie der Creidlitzer Pfarrer Greiner in seiner Chronik berichtet, trieb der damalige Schultheiß Gehrlicher den Bau energisch voran. Er bewirkte, dass die Niederfüllbacher, deren Schule die Creidlitzer Kinder seit 1838 besuchten, ca. 12.000 Mark zahlen mussten. Als Bauplatz für den Schulhausbau standen zwei Grundstücke zur Diskussion, eines am Röthenhügel gegenüber dem heutigen Kindergarten und eines am Bücherschen Berge, dem heutigen Standort. Dort wurde in den Jahren 1903 und 1904 das heutige Schulhaus errichtet.
Am 11. April 1904 war die Einweihung und am 14. April 1904 die Eröffnung des Schulbetriebes. Es wurden 94 Schüler von einem Lehrer unterrichtet. Aufgrund der stark gestiegenen Schülerzahlen auf ca. 170 wurde die Schule 1913 um zwei Klassen erweitert.
Nach Ende des Zweiten Weltkrieges mussten 220 Schüler in vier Klassenräumen schichtweise unterrichtet werden. Hierzu zählten auch die Kinder aus Triebsdorf. Im Flur des Erdgeschosses war der Kindergarten untergebracht, später wurde dort eine behelfsmäßige Schulküche eingerichtet. An zwei Nachmittagen war die Landwirtschaftliche Berufsschule zu Gast und sonntags fand in den Klassenräumen evangelischer und katholischer Gottesdienst statt. Im Keller des Anbaus war ein Volksbad mit Duschen und Wannenbädern untergebracht.
Die Schule feierte 1954 das 50-jährige Bestehen mit einem Festkommers und einem Kinderfest. Die Tradition als jährliches Kinderfest blieb bestehen. 1958 war das Ende des Schichtunterrichts, da durch die Auflösung der Lehrerdienstwohnung im Erdgeschoss Platz für einen fünften Klassenraum gewonnen wurde. Im Zuge der damit verbundenen Baumaßnahmen wurden die sanitären Anlagen vom Nebengebäude – dort steht heute das Feuerwehrhaus – ins Schulhaus verlegt.
1964 wurde die Schulturnhalle im ehemaligen Schulgarten errichtet. Nachdem die Triebsdorfer Gastschüler an die Volksschule Ahorn verwiesen worden waren, wurde die Creidlitzer Schule nur noch vierklassig geführt. In diesem Jahr fanden auch erste Gespräche mit Niederfüllbach über die Gründung einer Verbandsschule Creidlitz-Niederfüllbach statt. Der Gemeinderat Creidlitz lehnte 1966 die Bildung einer Verbandsschule Creidlitz-Niederfüllbach-Seidmannsdorf-Lützelbuch-Rögen ab. Die Gemeinderäte und die Elternbeiräte gaben 1968 die Einwilligung zur Bildung eines Schulverbandes Creidlitz-Niederfüllbach auf Probe. 330 Schüler wurden in den Schulhäusern von Creidlitz und Niederfüllbach unterrichtet.
Die Schüler der 5. Jahrgangsstufe besuchten ab 1971 die Rückert-Volksschule Coburg. Im Rahmen der Gebietsreform wurde der Schulverband Creidlitz-Niederfüllbach 1972 wieder aufgelöst. In Creidlitz besuchten 115 Kinder die Schule. 1980 gab es einen Rückgang der Schülerzahlen auf 87 und man überlegte, die Schule aufzulösen. Im Jahr 2002 wurde die Grundschule Creidlitz durch die Stadt Coburg grundlegend renoviert. 2004 feierte die Schule ihr hundertjähriges Bestehen. Im Jubiläumsjahr besuchten sie 51 Schüler.

## Architektur
Der zweigeschossige Ziegelbau mit Sandsteingliederungen am Anstieg des Florianweges entstand nach einem Entwurf von H. Geiger aus Scherneck. Talseits ist der Bau dreigegliedert mit einem dreiachsigen Mittelbau mit breiter Schleppgaube sowie zwei Außenrisaliten mit Treppengiebeln. Der nördliche Risalit besitzt im Obergeschoss zwei Doppelfenster, der südliche ist dreiachsig angelegt. Die Fensterrahmen sind segmentbogig und zweifarbig abgesetzt. In jedem der beiden Giebel befindet sich zwischen Fenstern und Tondi eine romanisierende Doppelarkade aus Sandstein.
Die fensterlose Traufseite ist mit Doppelbändern verziert und trägt, in einer Sandsteinfassade gefasst, das Baujahr. Von der Bergseite betritt man das Schulgebäude durch einen überdachten Doppeleingang seitlich an den linken Risaliten des Gebäudes. An der Schulhofseite befindet sich der gemauerte Schornstein.

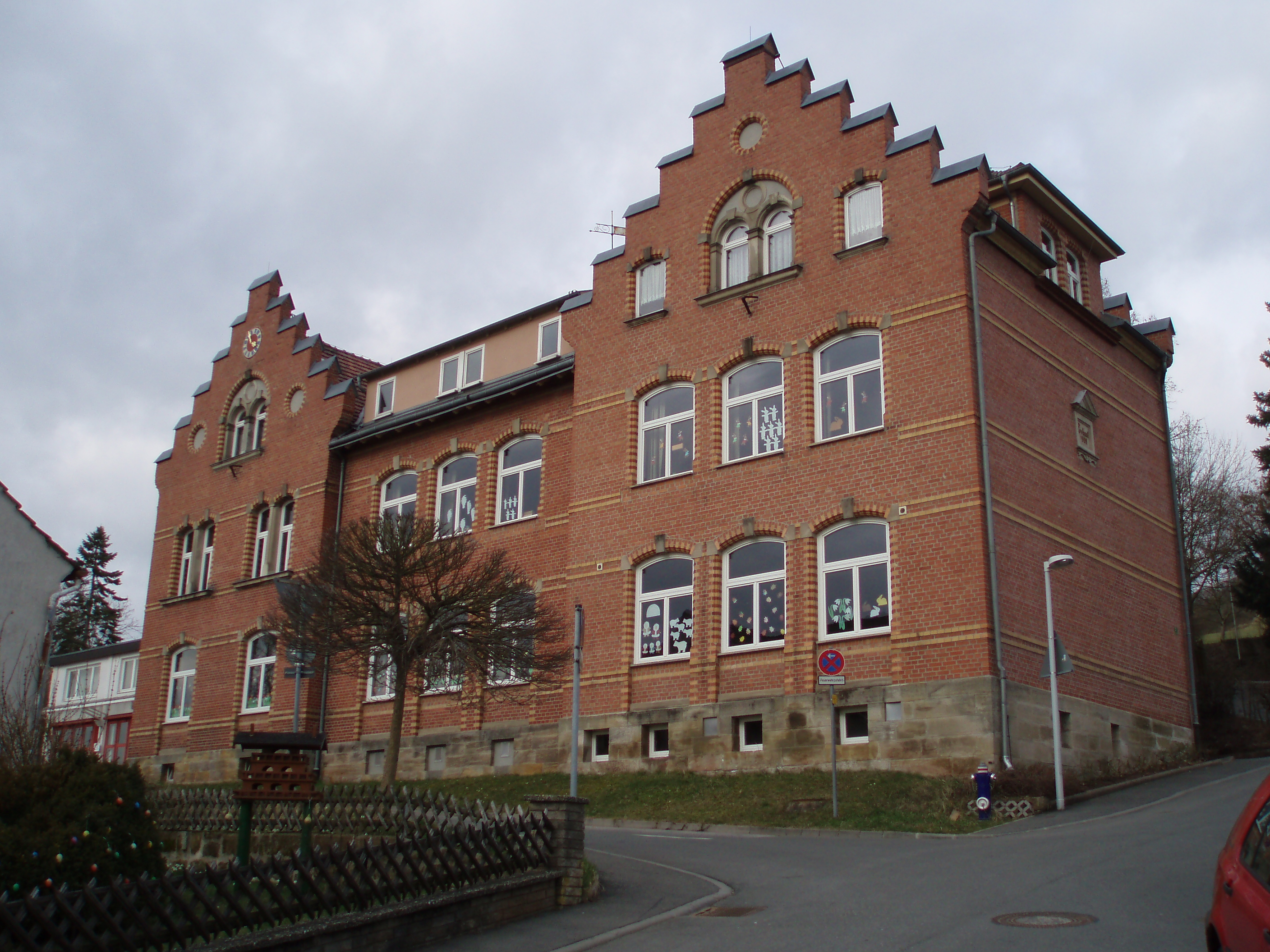
Talseite
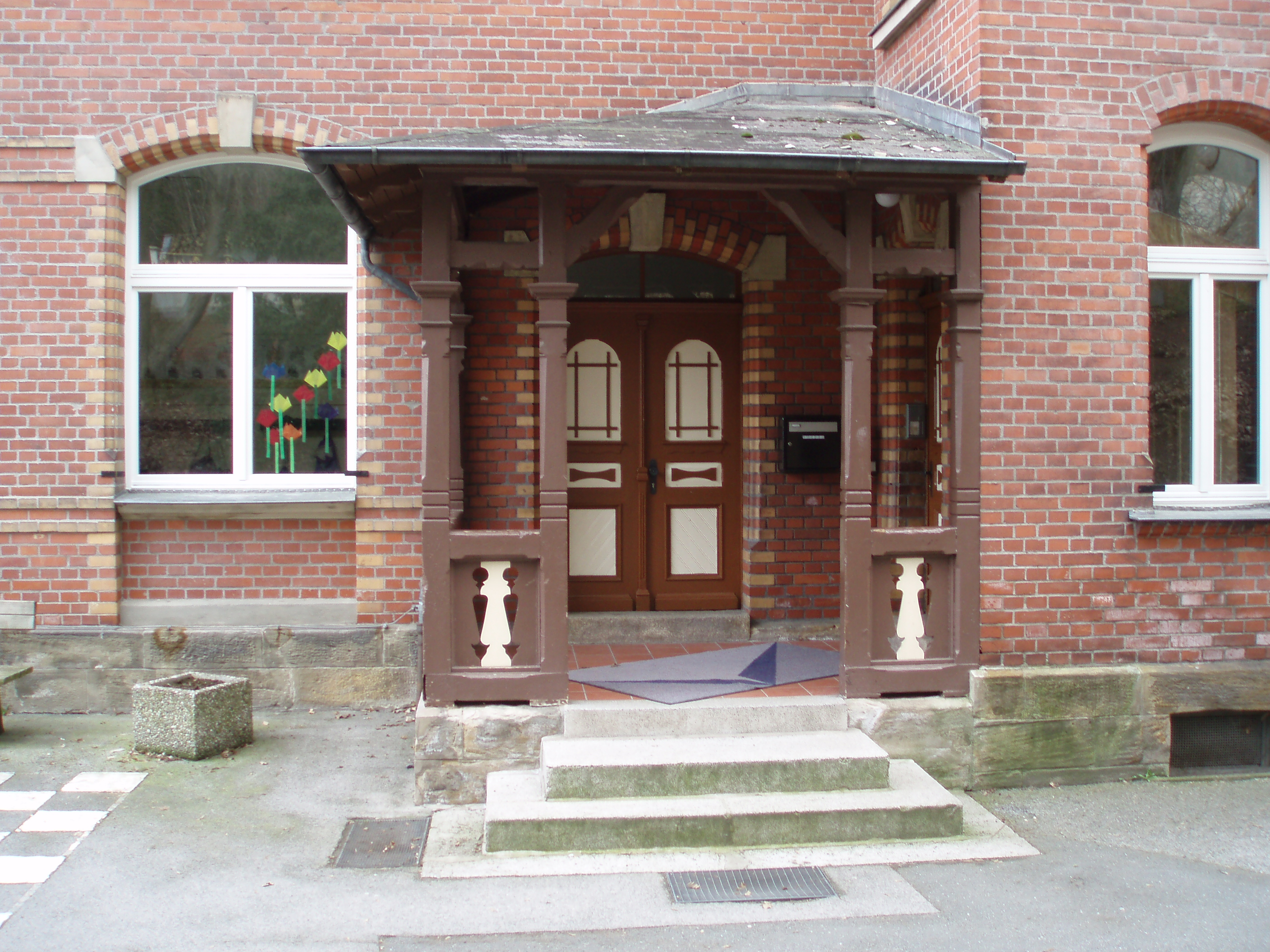
Rechter Eingang, überdacht
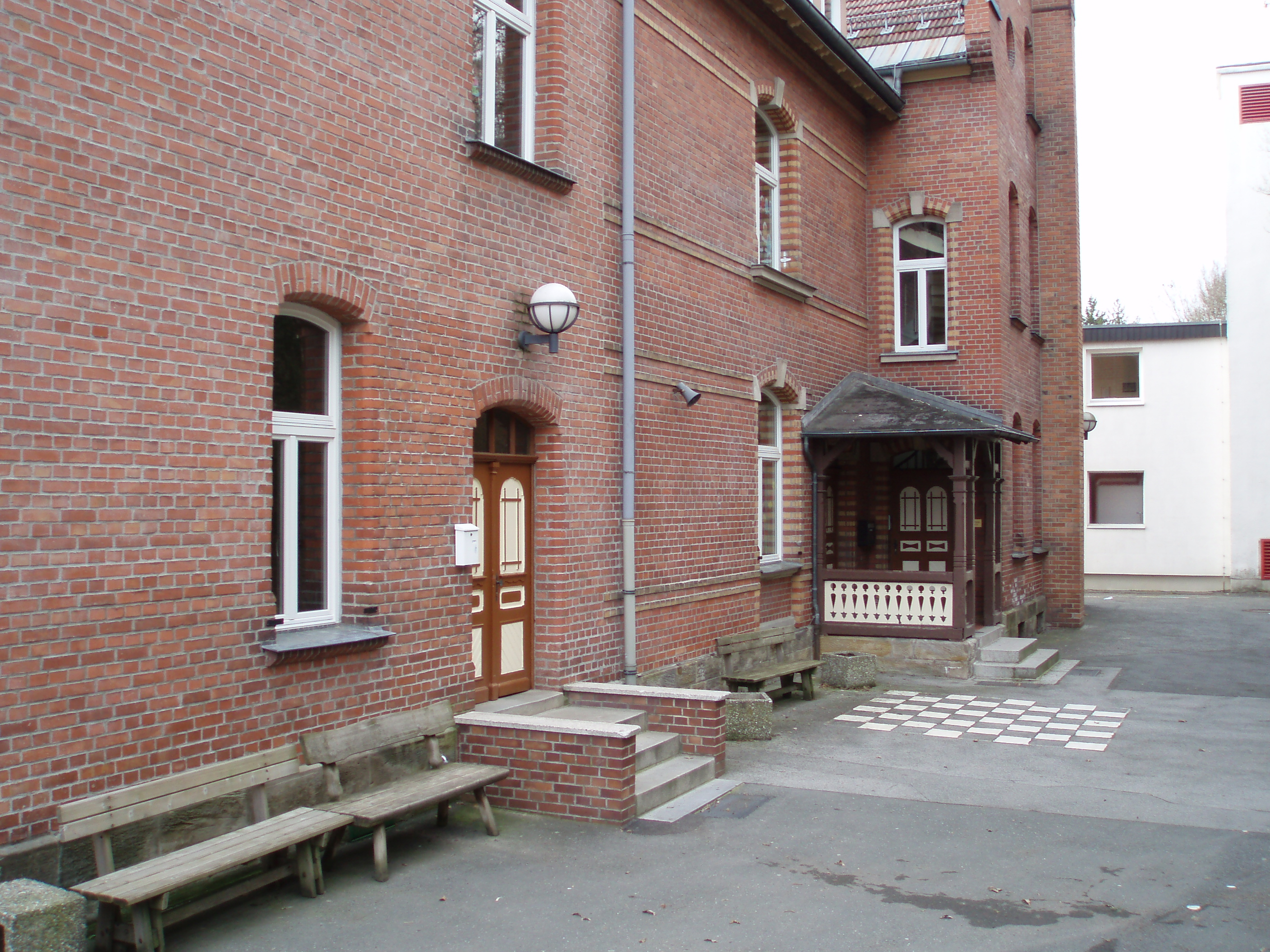
Linker Eingang
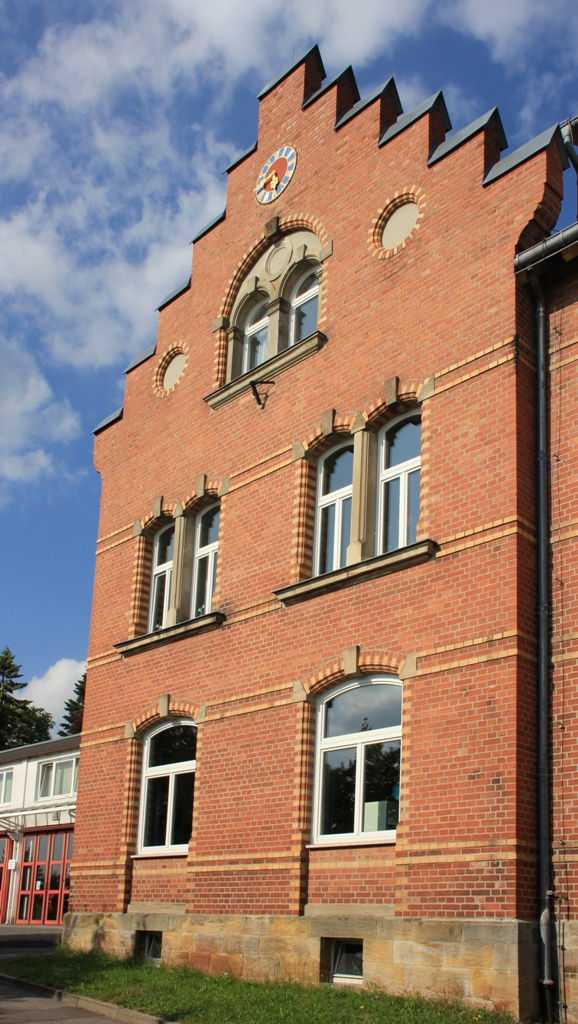
Linker Risalit mit Schuluhr
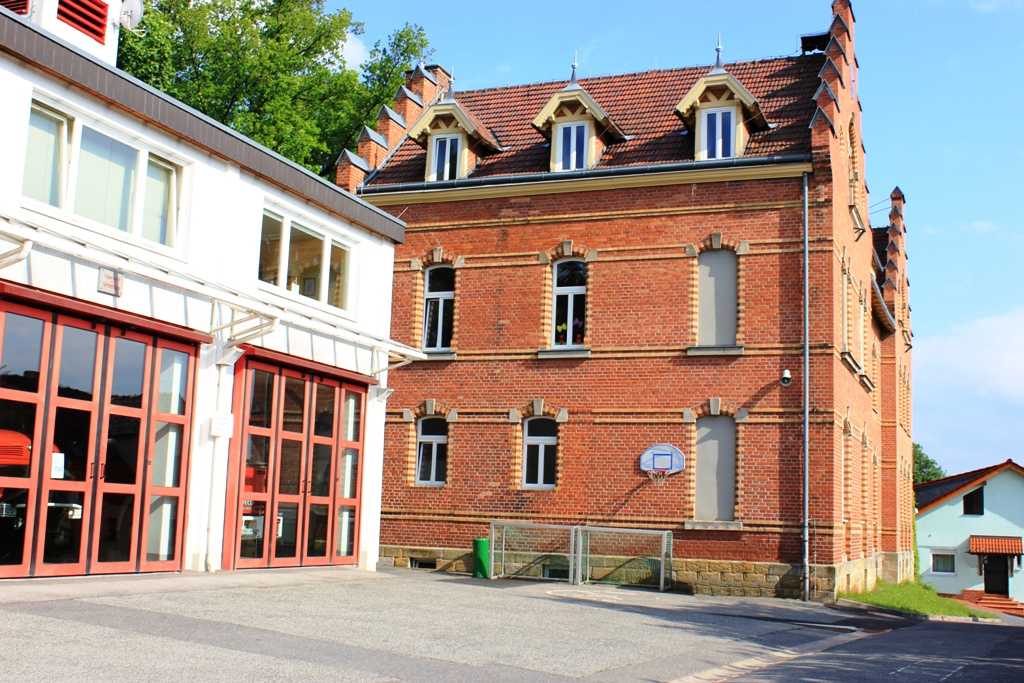
Ansicht des Schulgebäudes von Norden

## Arbeitsgemeinschaften und Projekte
An der Schule bestehen mehrere Arbeitsgemeinschaften, an denen Schüler in ihrer Freizeit teilnehmen können:
- In der Computer AG werden erste Schritte im Umgang mit dem Computer erlernt.
- In der  Ballsport AG werden abwechslungsreiche Ballspiele angeboten, bei denen Koordination, Schnelligkeit, Ausdauer und Teamgeist trainiert wird.
- Im Projekt Ritterburg im Prinzessinnenland entsteht eine Ritterburg aus Pappmaché.

Weiterhin nimmt die Schule regelmäßig an folgenden Projekten teil:
- Landesprogramm Gute Gesunde Schule Im Rahmen dieses Programm sollen Grundkenntnisse in Sachen Ernährung vermittelt werden.
- Mit dem Programm Voll in Form, einem Sportförderunterricht durch das Sportamt der Stadt Coburg, besteht die Möglichkeit des Schwimmunterrichts für die Klassen 3 und 4. Für die Klassen 1 und 2 wird eine dritte Sportstunde angeboten.
- Zusammenarbeit mit der Musikschule Coburg

## Förderverein
Seit Juli 2010 unterstützt der Förderverein Verein zur Erhaltung der Volksschule Coburg-Creidlitz e. V. die Schule. Die Ziele des Vereins sind:
- Förderung der Lehrtätigkeit und des Schullebens
- Beschaffung von Ausbildungsgegenständen
- Unterstützung förderungsbedürftiger Kinder
- Förderung der flexiblen Mittagsbetreuung
- Leitbild der Schule entwickeln
- Gestaltung des Schulhofs